# Катастрофа Convair 580 в Марселлесе
Катастрофа Convair 580 в Марселлесе — авиационная катастрофа, произошедшая поздним вечером в воскресенье 5 марта 1967 года в округе Уайандот (штат Огайо). Авиалайнер Convair CV-580 авиакомпании Lake Central Airlines выполнял пассажирский рейс из Колумбуса в Толидо, когда при начале снижения к аэропорту назначения правый воздушный винт разлетелся на части, при этом одна из лопастей разрубила фюзеляж. Самолёт рухнул у деревни Марселлес и в 15 милях к северо-востоку от Кентона, а жертвами этой авиакатастрофы стали 38 человек, что делает её крупнейшей в истории штата Огайо. Первая катастрофа за 17-летнюю историю авиакомпании. Первое официальное расследование авиакатастрофы (отчёт № 0001) в истории Национального совета по безопасности на транспорте, сформированного через месяц.

## Самолёт
Роковой полёт выполнялся самолётом Convair CV-580 (в отчёте модель указана как Allison Prop-jet Convair 340) с регистрационным номером N73130 (заводской — 023).
Этот авиалайнер был выпущен 3 марта 1952 года и изначально относился к модели CV340-31. Самолёт продали заказчику — американской авиакомпании United Air Lines, где он получил регистрационный номер N73116 и имя Mainliner Long Beach. 10 февраля 1958 года этот «Конвэр» выкупила компания IBM, при этом бортовой номер сменился на N305R, а сам самолёт также доработали до модели CV440. 3 марта 1961 года новым владельцем борта N305R стала авиастроительная компания Fairchild Stratos, а 25 августа того же года — компания NCR Corporation, при этом бортовой номер сменился уже на N67CR.
10 февраля 1966 года авиалайнер выкупила компания General Motors, а бортовой номер после перерегистрации сменился на N791G. А 13 сентября 1966 года были завершены работы по его переделке в модель  CV-580, в ходе которых были установлены новые силовые установки, состоящие из двигателей производства Allison модель 501-D13D, оборудованных воздушными винтами модели A6441 FN-606A. 15 сентября 1966 года самолёт приобрела авиакомпания Lake Central Airlines (коротко — Lake Central), при этом регистрационный номер сменился уже на N73130.
Общая наработка борта N73130 составляла 16 216 лётных часов. Данные о двигателях и воздушных винтах были следующими.
| №               | Дата выпуска         | Заводской номер | Наработка  |
| Двигатели       | Двигатели            | Двигатели       | Двигатели  |
| --------------- | -------------------- | --------------- | ---------- |
| 1               | 30 марта 1966 года   | CAE 501594      | 1055 часов |
| 2               | 30 марта 1966 года   | CAE 501593      | 1055 часов |
| Воздушные винты |                      |                 |            |
| 1               | 12 августа 1966 года | P-987           | 372 часа   |
| 2               | 29 июля 1966 года    | P-984           | 1055 часов |

Капитальный ремонт двигатели и воздушные винты ещё не проходили, так как для них он был установлен каждые 2500 часов.

## Экипаж
- Командир воздушного судна — 45-летний Джон В. Хорн (англ. John W. Horn). Имел квалификацию пилота самолётов типа Curtiss-Wright C-46 Commando, Douglas DC-3, Convair CV-240/340/440 и Allison Prop-Jet CV-340 (Convair CV-580)[9]. Его общий налёт составлял 22 425 часов, в том числе 403 часа на CV-580. За последние 90 дней налетал 151 час и успел побывать в отпуске. Перед роковым полётом отдыхал 85 часов[2].
- Второй пилот — 33-летний Роджер П. Скиллман (англ. Roger P. Skillman). Имел квалификацию пилота одно- и многомоторных самолётов. Его общий налёт составлял 4166 часов, в том числе 250 часов на CV-580. Перед роковым полётом отдыхал 80 часов[2].
- Стюардесса — 23-летняя Барбара Литтнан (англ. Barbara Littnan). В авиакомпании Lake Central Airlines с 3 августа 1965 года[2].

## Катастрофа
Борт N73130 выполнял регулярный пассажирский рейс LK-527 по маршруту Чикаго — Лафейетт — Цинциннати — Колумбус — Толидо — Детройт. Вылетев в 17:04 из Чикаго, рейс 527 благополучно выполнил первые три этапа. Во время промежуточной посадки в Цинциннати производилась дозаправка топливом, которого залили 560 галлонов, поэтому общий вес топлива на борту теперь составлял 10 120 фунтов (4590 кг). В 19:35 рейс 527 приземлился в Колумбусе. На всех этих промежуточных остановках техническое обслуживание борта N73130 не выполнялось, так как экипаж его не запрашивал. Спустя 17 минут с 35 пассажирами и 3 членами экипажа на борту авиалайнер вылетел в Толидо. Его расчётный взлётный вес брутто составлял 50 626 фунтов (22 964 кг) при максимальном допустимом 53 200 фунтов (24 130 кг), центровка также не выходила за установленные пределы.
Самолёт следовал на заданном эшелоне 10 000 футов (3000 м) по правилам полётов по приборам, когда в 20:05 экипаж получил разрешение снижаться до эшелона 6000 футов (1800 м) с докладом о прохождении 8000 футов (2400 м) и 7000 футов (2100 м). Экипаж подтвердил получение разрешения и сообщил о начале снижения с эшелона 10 000 футов. Это было последнее сообщение с борта N73130. По данным бортовых самописцев, самолёт начал выполнять снижение, следуя с курсом 322°. Но на высоте около 8000 футов (2400 м) при скорости 254 узла «Конвэр» вдруг резко развернулся вправо примерно на 40°, а затем влево на 55°, после чего в 20:06:05 запись на самописце оборвалась. За пару секунд до этого речевой самописец зафиксировал на заднем плане быстро возрастающий шум, который сперва был низких тонов, но затем завыл как сирена. В 20:07 в Кливлендском центре управления воздушным движением засветка рейса 527 исчезла с экрана радиолокатора.
В округе Уайандот было уже темно, на небе стояла низкая облачность и шёл дождь со снегом. Затем жители деревни Марселлес неожиданно услышали шум самолёта, который звучал словно «автомобиль набирает обороты»/«автомобиль застрял на льду» и как «спортивный автомобиль на полосе торможения». Потом раздался взрыв и почти сразу за ним был слышен сильный удар. На высокой скорости «Конвэр» почти вертикально врезался в землю в двух милях юго-западнее Марселлеса (40°41′25″ с. ш. 83°25′58″ з. д.) и полностью разрушился, а все 38 человек на борту погибли.
На настоящее время (2019 год) по масштабам это крупнейшая авиакатастрофа в штате Огайо. В некоторых источниках её ставят после катастроф у Цинциннати в 1965 и 1967 годах (58 и 70 погибших соответственно), но фактически те происшествия случились на территории соседнего штата Кентукки.

## Расследование

### Изучение обломков
Самолёт рухнул на землю почти вертикально с примерным курсом 360°. Передняя часть фюзеляжа отделилась и отлетела вперёд от основной части на 90 футов (27 м), продолжая при этом быть соединённой с ней пучком из электрических кабелей и тросов управления. Часть отделки и мебели из салона отсутствовала, а позже была найдена на удалении 1½ мили (около 2½ км) по азимуту 135° от основного места падения, рассыпанная на протяжении 1—1½ мили (1½—2½ км). Также у упавшего самолёта отсутствовал правый воздушный винт. Как удалось определить, все четыре лопасти отделились, после чего упали на землю на удалении 2000—2300 футов (600—700 м) к юго-востоку от фюзеляжа. Редуктор этого винта был найден на 2000 футов (610 м) южнее фюзеляжа, а ступица винта — на 2800 футов (850 м) севернее. Остальные элементы привода правого воздушного винта также разбросало близ основного места падения.
Обломки фюзеляжа восстановили на специальном макете, после чего определили, что разрушение произошло по вертикальной линии. Острый тонкий предмет пробил правую стенку, после чего, промчавшись через фюзеляж и пробив верхнюю часть левой стенки, вылетел наружу. При пробивании фюзеляжа этот предмет прошёл через грузовой отсек и зацепил винный бар, причём он ударился об откидную крышку бара и, погнувшись, оставил на ней полукруглый отпечаток. Анализ этого отпечатка показал, что он принадлежал торцевой части лопасти воздушного винта.

### Проверка воздушных винтов
Изучив отделившиеся лопасти, следователи нашли на лопасти № 2 сильные потёртости близ законцовки, а также следы тёмного материала. Анализ материала определил, что такой же используется как прокладка между противообледенительной защитой и наружной стенкой фюзеляжа. Характер мест разлома всех лопастей правого винта выявил, что все они отделились из-за превышения предела прочности вследствие значительных перегрузок. Тогда следователи стали более внимательно изучать привод управления шагом винта, так как при уменьшения угла установки лопастей нагрузка на винт снижается, а значит, он может развить более высокую скорость. Этот механизм имеет гидравлический привод, в котором при повышении давления масла угол установки лопастей увеличивается, и наоборот — при снижении давления масла угол установки лопастей также уменьшается. При этом в данную систему включён центробежный фиксатор шага, который останавливает дальнейшее изменение шага винта, если частота вращения превышает 1055 об/мин, при номинальной 1020 об/мин.
Проверка механизма правого винта показала, что шлицы внутренней и внешней резьбы на гидропоршне № 3 регулирования крутящего момента оказались полностью стёрты. Как показала металлургическая экспертиза, этот износ произошёл из-за того, что не проводилось азотирование рабочих поверхностей для увеличения их прочности, а теперь гидропоршень стал свободно перемещаться внутри цилиндра. В свою очередь у цилиндра на внутренней стенке была усталостная трещина, которая распространилась по всей окружности, после чего цилиндр внезапно полностью разрушился. Как удалось установить с помощью рентгенографии, перед разрушением этого цилиндра лопасти были установлены на угол 21,5°, что соответствовало нормальному режиму работы, а перед прекращением записи самописца — на 49°. Зубья зацепления гидропоршней были сильно повреждены по дуге 120°, аналогично были повреждены и смежные зубья на главной шестерне. Сама главная шестерня отделилась от ступицы, когда началось разрушение редуктора вследствие запредельных перегрузок.
А затем выяснился следующий интересный момент. Оказывается, 27 февраля 1967 года в компанию Allison поступила жалоба из авиакомпании Allegheny Airlines по одному из самолётов Allison Prop-Jet, что на нём не работал режим обратной тяги воздушного винта. 2 марта винт разобрали и обнаружили, что в механизме управления углом установки лопастей на двух гидропоршнях сильно износились винтовые шлицы, притом, что наработка воздушного винта в эксплуатации составляла всего 454 часа, то есть он был ещё новым. На следующий день экспертиза металла шлицев показала, что в данном случае также не проводилось азотирование. Тогда была начата крупная проверка данных гидропоршней, в ходе которой сравнивали даты прохождения азотирования и даты итоговых проверок, а затем сопоставляли их серийные номера с бракованными гидропоршнями. Так отобрали группу из 234 подозрительных поршней, которые проходили обработку небольшими партиями в феврале — июне 1966 года.
Определив серийные номера подозрительных гидропоршней, проверили документы, чтобы определить, на какие воздушные винты их поставили, а затем определили, какие операторы получили самолёты с этими винтами. 3 марта этим операторам по телефону сообщили, чтобы они выполнили проверку масла на наличие частиц металла. Проверить масло советовалось с помощью намагниченного щупа, чтобы собирались прежде всего частицы мягкой стали, не проходившей азотирование, изучить фильтр регулятора винта на наличие любых металлических частиц, сверить цвет масла, а если он будет отличаться от нормального, то масло слить и пропустить через любой подходящий фильтр, чтобы проверить наличие металлических частиц. У поступившего из Allegheny воздушного винта масло на наличие частиц металла проверить не успели из-за срочности событий.
В марте все затронутые операторы получили телеграммы с подробными инструкциями. Среди них была и Lake Central Airlines, где на тот момент эксплуатировались четыре CV-580. Руководство авиакомпании серьёзно отнеслось к телеграмме и довело её текст до обслуживающего персонала, с требованием выполнить необходимые проверки. Борт N73130 прошёл проверку 4 марта, то есть за день до катастрофы, при этом масло было нормального зелёного цвета, без каких-либо оттенков серого, что свидетельствовало бы о наличии металлических загрязнений. Затем масло профильтровали, при этом в фильтре также не осталось металлических частиц. Проверка намагниченным щупом обнаружила небольшие металлические частицы, но такие же частицы находили и раньше в ходе плановых замен масла, и это было нормально. Накануне проводилась проверка масла на борте N73125, при этом присутствовал представитель компании Allison, который не обнаружил в технологии проверки никаких нарушений, а в масле не было никаких металлических частиц, которые могли бы свидетельствовать о наличии дефектного гидропоршня. Но когда борт N73130 потерпел катастрофу, предварительное расследование выявило, что износ поршней на нём на самом деле был.
По существовавшим в то время правилам, когда компания Allison обнаружила износ новых деталей, который угрожал безопасности полётов, она должна была в течение 72 часов довести эту информацию до Федерального управления гражданской авиации США (FAA). Но фактически в FAA узнали об этом только 7 марта из телефонного звонка примерно в 17:00. Тогда 8 марта FAA разослало всем операторам директиву по лётной годности, чтобы они немедленно сняли все воздушные винты, у которых в механизме управления углом лопастей стояли подозрительные гидропоршни, разобрать этот механизм и физически проверить эти гидропоршни на прочность, чтобы убедиться, что он действительно не бракованные. В результате всех этих проверок были найдены 10 гидропоршней, у которых полностью, либо почти полностью сточились винтовые шлицы. Из этих 10 гидропоршней 2 выявились при проверке масла, 2 — при проверке твёрдости, хотя проверка масла показала отрицательные результаты, 2 — в новых винтах при проверке твёрдости, 3 — при ремонте воздушных винтов после проблем в работе, а 1 — на месте катастрофы борта N73130.

#### Изучение технологии производства
Был изучен процесс изготовления этих гидропоршней, который включает 79 пунктов, из которых с 12-го по 14-й связаны с азотированием для увеличения прочности. Само азотирование после нескольких этапов подготовки проходит путём помещения гидропоршней в печь, где они выдерживаются на протяжении 48 часов при температуре 975 °F (524 °C). После завершения этого процесса и остывания случайный образец поступает в лабораторию, где проверяют его прочность, а также глубину слоя азотированной стали. Далее проводится шлифовка деталей со снятием защитного бронзового покрытия, снятие внутренних напряжений, а затем уже отправляют на приёмку.
Приёмщики должны проверять соответствие размеров деталей и состояние их поверхностей, а также прочности покрытия, после чего только ставят клеймо о проверке. Относительно бракованных гидропоршней с разбившегося самолёта, их осматривал приёмщик компании-производителя Allison, имеющий стаж работы 15 лет, а текущей инструкцией пользовался уже 7 лет. Этот приёмщик сообщил, что находил неупрочнённые участки деталей, но ни разу на резьбе гидропоршней. Сам он уже достаточно хорошо помнил инструкции, а так как они включают в себя магнитопорошковый метод, то у него была привычка проверять сразу всю партию, чтобы затем все исправные сразу отметить. Те детали, которые не прошли проверку, откладывались отдельно в чёткую зону. Но относительно гидропоршней, стоящих на разбившемся самолёте он не смог разумно объяснить, почему если они содержали слабые участки, он всё равно посчитал их прочность удовлетворительной и поставил отметку о проверке. Рабочая зона, на которой проверяли детали, соответствовала требованиям, в том числе хорошо освещалась и не была доступна для всех сотрудников, но не менее 10 неисправных деталей были по ошибке отмечены как подходящего качества.

### Испытания
Были проведены расчёты по ситуации, если фланцы резьбы гидропоршня полностью сточились, а гидропоршень начинает свободно перемещаться внутри цилиндра. В этом случае если гидропоршень сместится к верхней стенке цилиндра, то в результате возникнет дисбаланс, в результате которого рабочее давление масла подскочит на треть, а гидропоршень ещё сильнее сместится вверх. При этом нагрузка на стенки цилиндра увеличится с 2400 фунтов (1100 кг) до 44 000 фунтов (20 000 кг), а напряжение в стенках достигнет 99 000 фунтов на кв. дюйм (682,58097202 МПа). Для определения усталостной прочности цилиндра были проведены тесты с двумя цилиндрами, в которых создавали циклическую нагрузку от 1100 фунтов на кв. дюйм (7,584233022 МПа) до 2800 фунтов на кв. дюйм (19,305320421 МПа), имитируя работу со свободно перемещающимся гидропоршнем. Первый цилиндр выдержал 62 400 циклов, второй — 67 000, что соответствует до 500 часов работы, прежде чем произойдёт разрушение. У самолёта компании Allegheny значительный износ фланцев гидропоршня произошёл спустя 454 часа работы, а на разбившемся самолёте наработка винтов составляла 1055 часов, то есть данные из тестов были сравнимы с фактическими.
Так как после разрушения цилиндра масло из системы быстро вытекает, то это приводит к быстрому падению давления. Как показали тесты, в этом случае в условиях эксплуатации угол установки лопастей уменьшается со скоростью 130°/сек. В результате за 0,1 секунды винт разгоняется до скорости выше 1055 об/мин, что приводит к срабатыванию фиксатора шага. Хотя время срабатывания фиксатора занимает 0,084 секунды, но в данной уникальной ситуации угол установки лопастей успевает уменьшиться с 49° до 28°. В момент, когда угол лопастей фиксируется, число оборотов воздушного винта составляет 114 % от номинального, что ещё в пределах структурной прочности. Но фиксатор шага проектировался из расчёта, чтобы минимальный угол установки лопастей не превышал 40°, при этом число оборотов не будет превышать максимально допустимое, а при угле 28° аэродинамическое сопротивление будет ниже, поэтому обороты продолжают расти, и, как показали испытания, винт может разогнаться до частоты вращения 196 % от номинальной. Центробежные нагрузки при этом также растут, а когда число оборотов достигает 180 % от номинала, нагрузка на материал лопастей превышает структурную прочность, поэтому лопасти отрываются от втулки и разлетаются в разные стороны.

### Анализ данных
Рейс 527 выполнял нормальный полёт вплоть до 20:06, когда, следуя в облаках по курсу 322° и с приборной скоростью 254°, не снизился до 8000 футов (2400 м), пролетая в это время близ Марселлеса (Огайо). В этот момент, без выдачи каких-либо сигналов предупреждения, правый воздушный винт разогнался выше максимально допустимой скорости, при этом отделились все лопасти. Одна из лопастей (№ 2), при этом продолжая вращаться по часовой стрелке, врезалась острым концом в фюзеляж и, пробив обшивку, влетела внутрь. Вращаясь внутри, она разрушила часть конструкции, после чего вылетела в верхней левой части, уничтожив в общей сложности около 50 % силового набора фюзеляжа. Так как левый винт продолжал работать в режиме тяги, то возник резкий момент вправо, создав перегрузку, которую ослабленная конструкция фюзеляжа уже не выдержала. Фюзеляж разорвало на две части, связанные между собой только тросами управления и одним электрическим кабелем. Не имея возможности продолжать полёт, авиалайнер рухнул на землю.
Согласно металлургической экспертизе, в правой силовой установке в цилиндре № 3 механизма регулирования шага винта были сточены спиральные шлицы, так как в процессе производства их не подвергли азотированию для поверхностного упрочнения. Свободно перемещаясь внутри цилиндра, гидропоршень достигал верхней стенки, в результате чего в конструкции цилиндра возникали напряжения около 88 000 фунтов на кв. дюйм (606,73864180 МПа), то есть значительно выше проектных, тем самым сильно сокращая ресурс. Спустя некоторое время без всякого предупреждения происходит полное разрушение цилиндра, при этом также начинается массовая утечка масла, приводя к полному падению давления в гидросистеме. Изначальный угол установки лопастей 49° начинает быстро снижаться со скоростью 130°/сек, а центробежный фиксатор шага не успевает его своевременно зафиксировать на минимально допустимом значении. Это и приводит к тому, что воздушный винт развивает скорость выше максимально допустимой. Спустя всего 1—2 секунды от момента разрушения цилиндра происходит отрыв лопастей.
Из-за недостаточности улик следователи не смогли точно определить, почему неисправный гидропоршень и ещё девять не прошли процесс азотирования, а потом это не обнаружили при последней проверке. Есть вероятность, что их изъяли из производственного процесса для лаборатории как дефектные образцы, о чём на них должны были нанести метки. Так как эти детали не проходили азотирования, то они и не проходили основную проверку твёрдости, так как этот пункт должен был выполняться сразу после проведения упрочнения поверхности. Но затем по непонятной причине эти десять образцов вернули обратно в производство. А на то, как эти детали в конце сумели пройти контроль качества, комиссия внятных объяснений найти вообще не смогла.
Дефектные гидропоршни были выпущены с февраля по март 1966 года, когда в компании-производителе Allison была налаженная система контроля качества с полностью укомплектованным персоналом, имеющего необходимую подготовку, квалификацию и выполняющего установленные инструкции, а также необходимые для выполнения работы инструменты и оборудование. Эта система даже была избыточной, так как (1) каждый производственный блок отвечал за соблюдение технологических инструкций, контроль за чем осуществлялся путём случайной выборки из производственного процесса, а (2) на заключительном осмотре осуществляли 100 % осмотр выпускаемой продукции, так как это была резервная проверка по завершении процесса производства. Такая система должна была обеспечивать необходимое качество выпускаемых деталей и удовлетворять требованиям хорошей системы контроля качества. Федеральное управление гражданской авиации проверяло эту систему и признавало её удовлетворительной, когда выдавало производственные сертификаты на выпуск двигателей 501-D13D и воздушных винтов A6441 FM-606 сперва в 1956 году, затем повторно, когда компания Allison переехала из Вандалии (Огайо) в Индианаполис (Индиана), а также в 1960 году на производство воздушных винтов разновидности FM-606A с изменённой конструкцией механизма регулировки шага винта.
Казалось бы, это была хорошо налаженная система с избыточным контролем, а потому трудно было предугадать, что сотрудники из-за этой самой избыточности начнут совершать ошибки, раз детали проверяли до них, а затем ещё проверят в конце. А ещё в этой системе контроля качества процедуры должны были предусматривать более строгий контроль за всеми звеньями производственного процесса, особенно теми, где этот производственный конвейер прерывался и из него можно было извлечь образцы для специальных целей, тем самым нарушив нормальную последовательность. В итоге избыточность контроля была нейтрализована, чем и объясняется то, что десять важных деталей пропустили процесс азотирования, и это осталось незамеченным.
Свою лепту в создание такой ситуации на заводе Allison сыграло и FAA, так как должно было выполнять более качественный периодический контроль на соответствие сертификату производства и проверять продукцию на разных стадиях производства на соответствие требованиям сертификации. Вместо того, чтобы искать слабость в системе контроля качества, так как со стороны это заметить легче, инспекторы излишне доверились производителю о наличии избытка контроля. Из-за этого и осталось незамеченным, что при отсутствии дефицита в системе сами исполнители недостаточно ответственно исполняли свою работу. Наконец, когда по инициативе компании Allison были начаты проверки систем управления воздушных винтов FN-606A, сама технология проверки масла была недостаточно эффективной. Основной акцент был сделан на проверке цвета масла, тогда как требовалось тщательное изучение на предмет наличия металлических частиц. Из-за этого в авиакомпании Lake Central при проверке борта N73130 и не обнаружили износа одного из цилиндров в механизме регулирования шага винта. При этом в Allison ещё не понимали серьёзность проблемы, раз не стали уведомлять о ней FAA.

## Причина
1. Экипаж рейса 527 имел необходимые сертификаты и квалификацию для выполнения полёта.
2. Самолёт проходил сертификацию и обслуживание в соответствии с положениями, но для выполнения рейса 527 был не готов из-за дефектного поршня гидропривода лопастей правого воздушного винта.
3. Подготовка к полёту была выполнена в обычном порядке, а сам полёт проходил в нормальном режиме, пока в 20:06 не пролетал близ Марселлеса.
4. Высокие нагрузки на цилиндр гидропривода лопастей, вызванные дефектом поршня, превысили ресурс прочности цилиндра, из-за чего тот разрушился из-за усталости материала.
5. Из-за разрушения цилиндра давление масла в правом воздушном винте пропадает, в результате чего шаг винта начинает снижаться со скоростью, превышающей возможности фиксатора шага винта.
6. Правый винт разгоняется выше допустимой скорости, в результате чего лопасти отделились из-за перегрузок.
7. Лопасть № 2 пробила фюзеляж, нарушив его структурную целостность до такой степени, что вместе с сильным отклонением вправо, вызванным разрушением правого винта, фюзеляж разрушился вдоль линии пробоя.
8. Поршень гидропривода лопастей № 3 в процессе производства не проходил азотирование с целью поверхностного упрочнения винтовых шлицев.
9. Отсутствие азотирования не было выявлено при контроле качества.
10. Азотирование было пропущено из-за того, что 10 гидропоршней изъяли из нормального производственного процесса для лаборатории Allison, а затем вернули обратно в производственный процесс.
11. Системе управления качеством в компании Allison не хватало подотчётности, необходимой для обеспечения необходимого качества отдельных частей.
12. Проверка масла на загрязнение металлическими частицами, проведённая с целью обнаружить дефектные поршни, не достигла намеченной цели.
13. В Allison недооценивали, насколько серьёзна проблема дефекта поршня гидропривода лопастей.

26 февраля 1968 года Национальный совет по безопасности на транспорте выпустил итоговый отчёт 1-0001 (AAR-68-AC), в котором пришёл к мнению, что причиной катастрофы борта N73130 стало разрушение правого воздушного винта, вызванное тем, что поршень гидропривода лопастей в процессе производства не проходил азотирование, а контроль качества был недостаточным, чтобы обнаружить такое нарушение.

## Последствия
В компании Allison учли выявленные в ходе следствия ошибки, поэтому теперь детали стали получать номера уже перед процессом по азотизации. Также на контейнеры с деталями стали крепить разноцветные медальоны, которые менялись на каждой стадии производства, а затем можно было сразу опознать, на какую следующую операцию эти детали везти — закалку, снятие напряжений и так далее. Метод Роквелла для проверки твёрдости поверхностей деталей был доработан и стал применяться не только после азотизации, а при приёмке каждой детали в отдельности.
1 ноября 1967 года Федеральное управление гражданской авиации США выпустила директиву лётной годности, на основании которой конструкция воздушного винта FN-606A претерпела изменения. Было введено изменение механизма регулирования шага, благодаря которому теперь угол установки лопастей не увеличивался быстрее, чем на 9°/сек. Как показали испытания, это решение позволяло центробежному фиксатору шага гарантированно успеть сработать, прежде чем воздушный винт мог разогнаться выше допустимой скорости. В качестве болтов крепления винта к ступице стали использовать более высокопрочные, а их число увеличили с 8 до 16.
В истории Lake Central Airlines, созданной в 1951 году, это была первая и единственная катастрофа самолёта. В 1968 году данная авиакомпания слилась с Allegheny Airlines.

### Комментарии
1. ↑  Здесь и далее по тексту указано Североамериканское восточное время (EST)
2. ↑  В отчёте перепутаны значения по долготе (38° з. д. ведут на середину Атлантики)